# تيرينزو
تيرينزو (بالإيطالية: Terenzo)‏ هي بلدية في مقاطعة بارما في إقليم إميليا رومانيا الإيطالي.

## السكان
في سنة 1861 بلغ عدد السكان 3٬245 نسمة، وتطور العدد ليصل في سنة 2011 لـ 1٬195 نسمة.
يظهر هذا المخطط البياني تطور النمو السكاني لـ تيرينزو